# Luigi Maria Monti
Luigi Maria Monti, C.F.I.C. (24. července 1825 Bovisio – 1. října 1900 Saronno) byl italský římskokatolický řeholník, zakladatel a člen kongregace Synů Neposkvrněného Početí. Katolická církev jej uctívá jako blahoslaveného.

## Život
Narodil se dne 24. července 1825 v Bovisiu jako osmé z jedenácti dětí Angelovi Montimu a Terese Monti. Jeho otec zemřel roku 1837, když mu bylo dvanáct let. Nejprve pracoval jako tesař.
Vytvořil malou skupinu řemeslníků a farmářů, která se věnovala apoštolátu Nejsvětějšího Srdce. Dne 8. prosince 1846 složil soukromý slib poslušnosti a cudnosti vůči Bohu. On a ostatní členové jeho skupiny byli pověřeni setkáním za účelem spiknutí proti rakouským silám, které měly kontrolu nad oblastí, a v roce 1851 byl spolu s ostatními uvězněn v Miláně na deset týdnů. Skupina byla propuštěna, když vyšlo najevo, že jde o náboženskou a ne politickou skupinu. Propuštění jeho a jeho společníků zajistil také milánský arcibiskup a kardinál Bartolomeo Carlo Romilli. Jeho duchovním vůdcem se stal kněz Luigi Dossi, se kterým se poprvé setkal v září roku 1843.

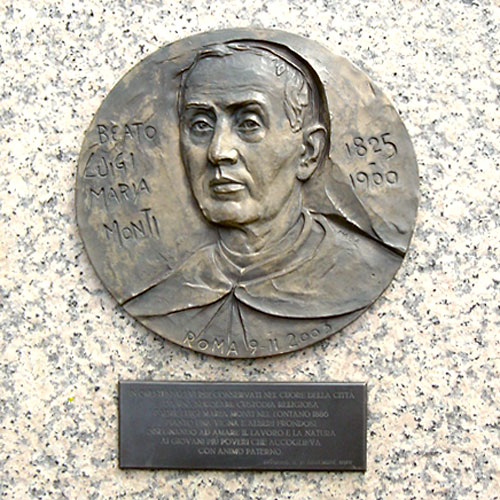
Detail pamětní desky v Saronnu

Přihlásil se do kongregace Synů Neposkvrněné Panny Marie, kterou založil sv. Lodovico Pavoni, zatímco studoval na zdravotního bratra. Pomáhal nemocným během epidemie cholery v Brescii v roce 1855 a s pomocí svého duchovního vůdce začal připravovat založení nové mužské řeholní kongregace. Kongregaci Synů Neposkvrněného Početí poté založil dne 8. září 1857 a sám do ní vstoupil.
V roce 1858 se přestěhoval do Říma, kde začal působit v nemocnici Santo Spirito. Krátkou dobu v Římě působil po boku Řádu menších bratří kapucínů. V té době se stal certifikovaným zdravotním bratrem s diplomem na univerzitě La Sapienza v Římě. Papež bl. Pius IX. požehnal dne 4. března 1877 jeho dílu. V té době se stal generálním představeným jím založené kongregace, kterým byl po zbytek svého života. Papež si přál, aby byla jeho kongregace agregována k Řádu menších bratří kapucínů, s nímž krátkou dobu spolupracoval. S tímto však nesouhlasil, načež papež bl. Pius IX. rozhodl, že kongregace nebude s žádným řádem slučována.
V roce 1886 se se svoji kongregací přestěhoval do Saronna. Zemřel v Saronnu dne 1. října 1900 téměř slepý. Dne 22. září 1940 byly jeho ostatky přeneseny.

## Úcta
Dne 24. dubna 2001 jej papež sv. Jan Pavel II. podepsáním dekretu o jeho hrdinských ctnostech prohlásil za ctihodného. Dne 12. dubna 2003 byl uznán zázrak na jeho přímluvu, potřebný pro jeho blahořečení.
Blahořečen pak byl dne 9. listopadu 2003 na Svatopetrském náměstí papežem sv. Janem Pavlem II.
Jeho památka je připomínána 1. října. Bývá zobrazován v řeholním oděvu. Je patronem jím založené kongregace.